# Bad Chili
Bad Chili è un romanzo noir di Joe R. Lansdale del 1997.
È il quarto romanzo che ha come protagonisti Hap Collins e Leonard Pine.

## Trama
Hap è tornato a LaBorde dopo aver lavorato diversi mesi su una piattaforma petrolifera, mentre Leonard ha perso sia il suo lavoro di buttafuori per le sue consuete intemperanze sia il suo amante Raul, fuggito con un motociclista di una banda. 
Un giorno, mentre praticano il tiro al bersaglio in un prato fuori città, Hap viene morso da uno scoiattolo rabbioso e, su consiglio del suo medico, viene ricoverato in ospedale per la terapia antirabbica. Qui fa la conoscenza di Brett, una procace infermiera di mezz'età, che non rifiuta il suo corteggiamento. Nel frattempo Cavallo McNee, il motociclista amico di Raul che in realtà era un agente di polizia sotto copertura, viene trovato morto. Leonard è tra i sospettati ma, grazie anche alla collaborazione di Charlie, riesce a dimostrare la propria innocenza. Hap e Leonard trovano poi anche il cadavere di Raul, a poca distanza dal luogo dell'incidente costato la vita a McNee, come se fosse morto nella stessa occasione; l'autopsia sembra però escludere tale possibilità. Nella cassetta delle lettere della vecchia casa di Leonard i due rinvengono un plico con due videocassette, che vi erano state spedite da Raul prima della sua tragica fine: in una si vedono McNee che con altri uomini, tra i quali l'ex lottatore Big Man Mountain, che rubano del grasso ad uso alimentare da un'autocisterna, e nell'altro degli omosessuali che vengono brutalmente picchiati in un parco di LaBorde. Hap e Leonard suppongono che i due filmati siano collegati si mettono a indagare sul caso. Pierre, il parrucchiere presso il quale lavorava Raul, li informa che spesso il suo dipendente andava a tagliare i capelli a domicilio da un industriale alimentare chiamato King Arthur; essi si recano quindi alla sua fabbrica di chili, ma non riescono ad avere un incontro col titolare, che è invischiato anche in traffici poco legali e potrebbe essere il mandante dei furti di grasso. Vanno poi in una videoteca nei pressi di Houston dove il commesso conferma che si possono acquistare sottobanco dei videonastri con violenze ai danni di omosessuali.
Hap, che ormai fa coppia fissa con Brett, viene rapito da tre uomini, tra i quali Big Man Mountain, che lo torturano per estorcergli informazioni sulle sue indagini, ma viene salvato da Jim Bob Luke, un investigatore privato amico di Charlie. Questi sta indagando sui pestaggi agli omosessuali su incarico dei genitori di una delle loro vittime e racconta la cosa a Hap e Leonard. 
Temendo che neanche Brett sia più al sicuro, Leonard incarica i due gemelli di colore Leon e Clinton di farle da guardie del corpo. King Arthur, affrontato da Hap, Leonard e Jim Bob, ammette implicitamente qualche responsabilità per i furti alimentari, ma la nega decisamente sui pestaggi.
Nel parcheggio dell'ospedale, viene notata l'auto di Brett col parabrezza in frantumi e due cadaveri all'interno, uccisi e sfigurati da fucilate. Hap pensa che sia opera di un sicario mandato da King Arthur e vorrebbe farsi giustizia da sé, ma viene fermato da Leonard e Jim Bob: infatti le vittime sono Leon ed Ella, un'infermiera amica di Brett con cui si era scambiata il turno di lavoro, e l'uccisore era il marito violento di Ella. Invece, chi faceva picchiare i gay per filmare le violenze e rivenderle era proprio Pierre, che viene trovato ammazzato nella sua casa, in compagnia di un suo amichetto. Il responsabile del macello è Big Man Mountain, che poi va casa di Hap per vendicarsi. Quest'ultimo nota nel suo aggressore i sintomi dell'idrofobia che ha contagiato anche lui e riesce a prendersi abbastanza tempo perché arrivi un aiuto: si tratta di Brett, che spara all'ex wrestler con la pistola che porta sempre con sé. Subito dopo si scatena un tornado che svelle la casa di Hap dalle fondamenta: il proprietario, che ne era uscito per inseguire Big Man Mountain, si salva gettandosi in una buca del terreno, mentre Brett ha trovato riparo nella vasca da bagno, rimasta ancorata al suolo.

## Edizioni
- Joe R. Lansdale, Bad Chili, collana Stile Libero Noir', traduzione di Alfredo Colitto, Einaudi, 2003, ISBN 88-06-18035-5.
- Joe R. Lansdale, Hap & Leonard 2. Bad Chili; Rumble Tumble; Capitani oltraggiosi, collana Super ET, traduzione di Alfredo Colitto, Einaudi, 2016, ISBN 978-88-06-22951-1.
- Joe R. Lansdale, Bad Chili, collana Super ET, traduzione di Alfredo Colitto, Einaudi, 2020, ISBN 978-88-06-24446-0.